# Полонський деканат ПЦУ
Полонське благочиння — релігійна структура Хмельницької єпархії Православної церкви України, що діє на території Полонського району Хмельницької області України.
Декан (благочинний) Полонського деканату — протоієрей Андрій Моравський.

## Парафії

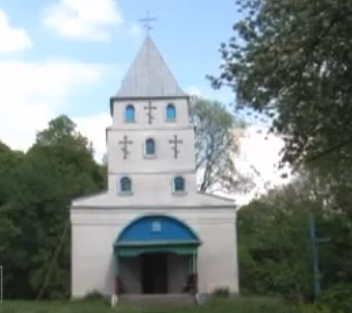
Храм Покрови Пресвятої Богородиці (с. Кіпчинці)

### м.Полонне
| № | Назва                | Адреса                               | Настоятель                   |  | Примітка |
| - | -------------------- | ------------------------------------ | ---------------------------- |  | -------- |
| 1 | Церква Святої Трійці | м. Полонне, вул. Лесі Українки, 131а | протоієрей Андрій Моравський |  | 2019     |

| № | Назва             | Адреса     | Настоятель              |  | Примітка |
| - | ----------------- | ---------- | ----------------------- |  | -------- |
| 2 | Церква Покровська | м. Полонне | протоієрей Андрій Лобас |  | 1910     |

### смт.Понінка
| № | Назва                        | Адреса                             | Настоятель           |  | Примітка |
| - | ---------------------------- | ---------------------------------- | -------------------- |  | -------- |
| 3 | Парафія Святого Пророка Іллі | смт Понінка, вул. Будівельників, 4 | от. Григорій Матвіїв |  | 2005     |

### с.Кіпчинці
| № | Назва                               | Адреса      | Настоятель     |  | Примітка |
| - | ----------------------------------- | ----------- | -------------- |  | -------- |
| 4 | Церква Покрови Пресвятої Богородиці | с. Кіпчинці | от. Іван Майка |  | 1996     |

### с.Любомирка
| № | Назва                               | Адреса       | Настоятель |  | Примітка |
| - | ----------------------------------- | ------------ | ---------- |  | -------- |
| 5 | Церква Покрови Пресвятої Богородиці | с. Любомирка |            |  |          |

 Після початку повномасштабного вторгнення росіян в Україну до Полонського благочиння ПЦУ перейшли церкви у селах: Прислуч, Котелянка, Онацківці, Воробіївка, Білецьке, Буртин, с. Радісне, с. Кустівці, с.Бражинці.